# Timothy Garton Ash
Timothy Garton Ash (Londres, 12 de juliol de 1955) és un escriptor, catedràtic d'Estudis Europeus de la Universitat d'Oxford i col·laborador habitual dels periòdics The Guardian i El País. És considerat un dels intel·lectuals més influents del món. L'any 2016 va publicar Free Speech: Ten Principles for a Connected World, i és autor d'altres obres com Free World: America, Europe, and the Surprising Future of the West i Europa. Una història personal (Arcàdia, 2023), el primer llibre traduït al català.

## Obres publicades
- Europa. Una història personal. Traducció d'Anna Llisterri. 560 pàgines (Arcàdia, 2023)
- Free Speech: Ten Principles for a Connected World (Yale University Press, 2016) ISBN 9780300161168
- Facts are Subversive: Political Writing from a Decade without a Name (Atlantic Books, 2009) ISBN 1-84887-089-2
- Free World: America, Europe, and the Surprising Future of the West (Random House, 2004) ISBN 1-4000-6219-5
- History of the Present: Essays, Sketches, and Dispatches from Europe in the 1990s (Allen Lane, 1999) ISBN 0-7139-9323-5
- The Fitxer: A Personal History (Random House, 1997) ISBN 0-679-45574-4
- In Europe's Name: Germany and the Divided Continent (Random House, 1993) ISBN 0-394-55711-5
- The Magic Lantern: The Revolution of 1989 Witnessed in Warsaw, Budapest, Berlin, and Prague (Random House, 1990) ISBN 0-394-58884-3
- The Uses of Adversity: Essays on the Fate of Central Europe (Random House, 1989) ISBN 0-394-57573-3
- The Polish Revolution: Solidarity, 1980–82 (Scribner, 1984) ISBN 0-684-18114-2
- Und willst du nicht mein Bruder sein ... Die DDR heute (Rowohlt, 1981) ISBN 3-499-33015-6